# Водла (посёлок)
Во́дла — посёлок в составе Кубовского сельского поселения Пудожского района Республики Карелия.

## Общие сведения
Расположен на берегу реки Водла, в 75 км к северо-востоку от Пудожа.
В посёлке действует средняя школа и краеведческий музей при школе, детский сад, клуб, амбулатория.
Вблизи посёлка расположена, ныне не действующая, деревянная церковь Троицы Живоначальной.

## Население
В 1977 году численность населения посёлка составляла 1469 чел.
| 2002 | 2009 | 2010 | 2013 |
| ---- | ---- | ---- | ---- |
| 940  | ↘760 | ↘615 | ↘577 |